# 朝日自動車本庄営業所
朝日自動車本庄営業所（あさひじどうしゃほんじょうえいぎょうしょ）とは、朝日自動車株式会社の営業所の一つである。

## 所在地
- 埼玉県本庄市小島1丁目3番1号
宮本町車庫併設

### その他の施設
- 第2車庫：埼玉県本庄市前原2丁目6番（住居番号不明）
前原二丁目停留所近く
- 児玉折返し場：埼玉県本庄市児玉町児玉1223番地付近（正式番地・枝番不明）
- （赤城乳業千本さくら工場発着用の折り返し待機施設）
工場南方向にある同社保有土地の一部が折り返し休憩施設として提供されている。

## 沿革
- 1943年2月 上武自動車が東武自動車と合併し、東武自動車本庄営業所になる。
- 1947年2月 東武自動車が東武鉄道に合併され、東武バス本庄営業所となる。
- 1959年3月 七軒町から宮本町に車庫移転。
- 1964年4月 本庄駅 - 寄居車庫線開通。
- 1989年4月  深谷出張所を閉所し、管内の全路線を引き継ぐと同時に自身も出張所へ格下げ。熊谷営業所傘下の本庄出張所になる。
- 1993年頃 旧深谷管内の全路線廃止。
- 2000年3月 本庄出張所閉所。

朝日自動車本庄営業所
- 19xx年 朝日自動車本庄営業所開設（本庄市本庄2-3-46）
- 2000年4月 本庄営業所を東武バス本庄出張所跡地へ移転。バス路線を引き継ぐ。
- 2009年1月31日 バス路線にPASMOを導入。

## 車両
- 2000年に東武バスから移管を受けた際には全車新車で導入され、日産ディーゼル・スペースランナーRM（富士重8Eボディ）が投入された。近年では小型車（リエッセ）も使われていた。（後に太田営業所から8ERMが一台転属となっているが、移管当初から配備されている車両と違いLED表示機化はされていない）。
- 近年、国際観光よりスクールバス運行を肩代わりした関係で大型車が数台配備されている。

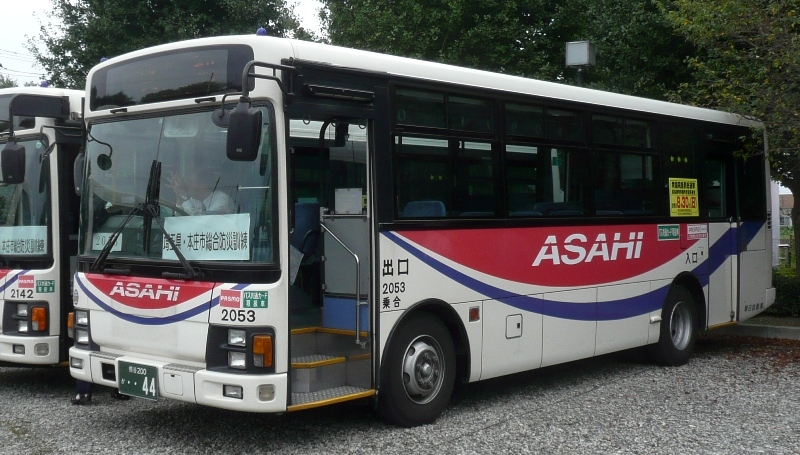
エルガミオ
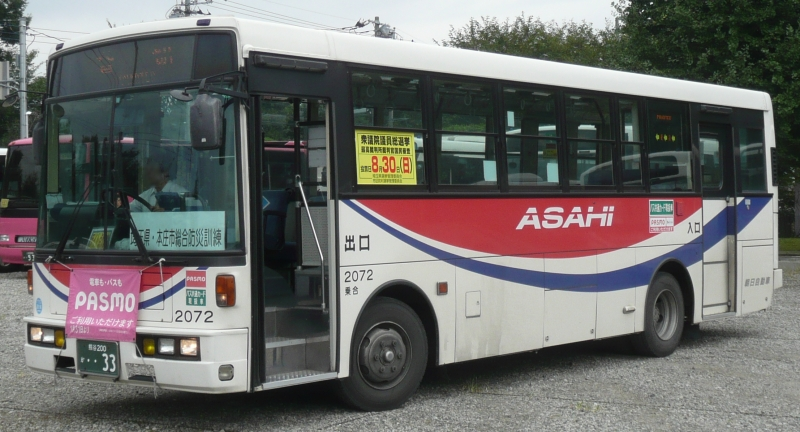
RM

## 輸送人数
- 800人（2013年度、1日平均）[1]
- 800人（2020年度、1日平均）[2]

## 現有路線
全路線、本庄駅南口を発着または経由しており、HJの系統番号が割り当てられている。
定期券は、本庄営業所と委託のサラダ館児玉店で扱っているほか、「スマホ定期券」にも対応している。
- HJ11 宮本町車庫 - 本庄駅南口
- （旧児玉町方面）
  - HJ21 本庄駅南口 - 連雀町 - 児玉折返し場
  - HJ22 宮本町車庫 - 本庄駅南口 - 連雀町 - 児玉折返し場
  - HJ23 本庄駅南口 - 連雀町 - 児玉折返し場 - 赤城乳業千本さくら工場[4]
  - HJ24 宮本町車庫 - 本庄駅南口 - 連雀町 - 児玉折返し場 - 赤城乳業千本さくら工場[4]
  - HJ25 本庄駅南口 - 児玉高校 - 児玉折返し場 - 赤城乳業千本さくら工場（2023年4月1日運行開始[5]）
  - HJ26 宮本町車庫 - 本庄駅南口 - 児玉高校 - 児玉折返し場 - 赤城乳業千本さくら工場（2023年4月1日運行開始[5]）
2020年7月に一部便を路線延長してHJ23・24を新設。
2023年4月に更に一部便の児玉市街地の経路を変更してHJ25・26を新設。
- （旧鬼石町(群馬県藤岡市)・旧神泉村(神川町)方面）
  - HJ31 本庄駅南口 - 小島南 - 丹荘駅入口 - 鬼石郵便局 - 神泉総合支所
  - HJ32 本庄駅南口 - 沖電気 - 丹荘駅入口 - 鬼石郵便局 - 神泉総合支所
東武バス時代は鬼石までで、神泉まで路線延長。
更に2023年4月1日より路線延長し、(新)神泉総合支所を終着地とし、(旧)神泉総合支所停留所は寿光寺入口に改称[5]。
児玉方面系統と異なり、当系統は宮本町車庫方面区間と途中停留所が重複するため、車庫発着は設定されておらず、本庄駅で運行が区切られ、HJ11（もしくは回送）として入出庫する[6]。

### 臨時運行
- （直通）熊谷駅（北口） - 熊谷スポーツ文化公園（ラグビー場） ※ 国際十王交通熊谷営業所の路線だが、朝日自動車も路線免許を保有しており、当所や加須営業所・太田営業所（もしくはその他営業所）より当日余裕のあるところから応援便を運行している[7]。

## 受託運行
- 本庄市デマンド交通
  - はにぽん号（児玉エリア）
- 早稲田大学本庄キャンパス スクールバス
  - 専用のバス車両（車体は同校スクールカラーのえんじ色、送迎タイプ仕様）を使用。

## 廃止路線
- HJ33 本庄駅南口 - 沖電気（2023年3月31日を以て廃止[5]）
HJ32の区間運行便であり、HJ33の廃止に伴って、廃止となった停留所や区間は無い。

## タクシー
本庄駅・本庄早稲田駅構内を中心に配車を行っている。

## 旧東武バス本庄出張所

### 車両
- 東武バス本庄営業所時代は日野車が配置されていたが、1989年の組織改正で出張所化されたため、管轄の熊谷営業所と同じいすゞ車への置き換えが行われた。転属元は主に東松山出張所の車両でいすゞ化と同時に近代化も達成された。一方、所属していた日野車のほうは比較的新しい車両が3台程度転出したが、ほとんどの車両は首都圏地区からの転属してきた古い車両だったこともあり廃車になり、児玉町内の国道254号沿いの敷地に長らく留置されていた。

### 路線
- ［本01］本庄駅 - 児玉車庫
- ［本02］本庄駅 - 鬼石
- ［本03］本庄駅 - 沖電気 - 鬼石／本庄駅 - 宮本町車庫

### 廃止路線
- ［寄02］本庄駅 - 寄居車庫
  - 武蔵観光が系統番号をなくし、代替運行。

深谷出張所から移管された路線
- ［深01］深谷駅 - 高島循環
- ［深02］深谷駅 - 江原
- ［深03］深谷駅 - 中瀬農協
- ［深04］深谷駅 - 市ノ坪
- ［深05］深谷駅 - 上折の口 - 運動公園
- ［深06］深谷駅 - 東芝
- ［深07］深谷駅 - 深谷車庫
- ［深08］深谷駅 - 上柴団地
- ［寄01］深谷駅 - 寄居車庫